# Cles
Cles es una localidad y comune italiana de la provincia de Trento, región de Trentino-Alto Adigio, con 7153 habitantes.

## Demografía
| Gráfica de evolución demográfica de Cles entre 1861 y 2021 |
|                                                            |
| Fuente ISTAT - elaboración gráfica de Wikipedia            |